# Puente del tranvía municipal (Friburgo de Brisgovia)

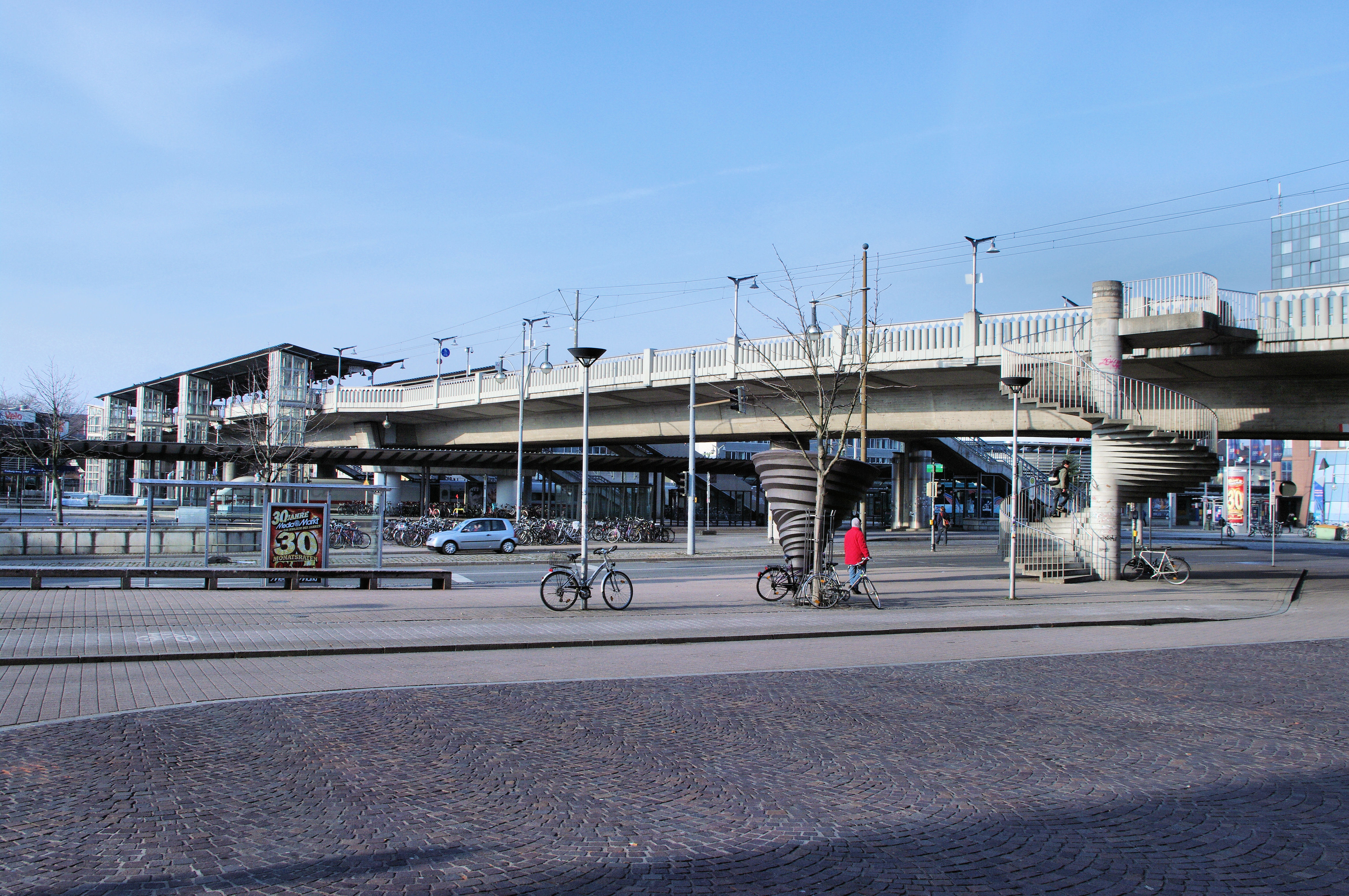
El puente, a la izquierda el área techada donde se encuentran las paradas de tranvía directamente por encima de las vías de ferrocarril; a la derecha, en el trasfondo, el borde del edificio de la estación central

El puente del tranvía municipal (en alemán: Stadtbahnbrücke) en Friburgo de Brisgovia, Baden-Wurtemberg, Alemania, es un puente para tranvías y peatones localizado al sur de la estación central, que conecta el casco viejo con el barrio Stühlinger, al oeste de la línea férrea. Fue inaugurado el 9 de diciembre de 1983. En el puente se encuentra la parada llamada «Estación central» (Hauptbahnhof) donde paran varias líneas de tranvía. Es una de las paradas más frecuentadas de la ciudad.